# Ігл (містечко, Вісконсин)
Ігл (англ. Eagle) — місто (англ. town) в США, в окрузі Вокеша штату Вісконсин. Населення — 3478 осіб (2020).

## Демографія
Згідно з переписом 2010 року, у місті мешкало 3507 осіб у 1237 домогосподарствах у складі 1022 родин. Було 1362 помешкання
Расовий склад населення:
| - 97,7 % — білих - 0,5 % — азіатів - 0,4 % — чорних або афроамериканців - 0,3 % — корінних американців - 0,1 % — вихідців з тихоокеанських островів |

До двох чи більше рас належало 0,7 %. Частка іспаномовних становила 2,3 % від усіх жителів.
За віковим діапазоном населення розподілялося таким чином: 26,5 % — особи молодші 18 років, 65,1 % — особи у віці 18—64 років, 8,4 % — особи у віці 65 років та старші. Медіана віку мешканця становила 42,6 року. На 100 осіб жіночої статі у місті припадало 102,8 чоловіків;  на 100 жінок у віці від 18 років та старших — 104,6 чоловіків також старших 18 років.
Середній дохід на одне домашнє господарство  становив 114 364 долари США (медіана — 95 139), а середній дохід на одну сім'ю — 121 539 доларів (медіана — 102 093). Медіана доходів становила 64 688 доларів для чоловіків та 45 096 доларів для жінок. За межею бідності перебувало 3,7 % осіб, у тому числі 10,9 % дітей у віці до 18 років та 0,0 % осіб у віці 65 років та старших.
Цивільне працевлаштоване населення становило 2054 особи. Основні галузі зайнятості: освіта, охорона здоров'я та соціальна допомога — 26,6 %, виробництво — 19,9 %, будівництво — 9,1 %, транспорт — 8,3 %.